# Conseil européen extraordinaire du 30 juin au 2 juillet 2019
Le Conseil européen extraordinaire des 30 juin, 1er et 2 juillet 2019 est convoqué pour trouver un accord entre les dirigeants de l'UE sur les nominations aux plus hautes fonctions de l'UE pour lesquelles il joue un rôle déterminant, sans être pour certains de ces postes le décideur final.
Le Conseil européen élit Charles Michel en tant que nouveau président du Conseil européen,.
Le Conseil propose au Parlement européen la candidature d'Ursula von der Leyen à la fonction de présidente de la Commission européenne,. Le processus d'élection à ce poste est débattu depuis la précédente élection entre le Conseil européen et le Parlement européen. Le texte du traité de Lisbonne prévoit que « le Conseil européen, statuant à la majorité qualifiée, propose au Parlement européen un candidat à la fonction de président de la Commission. Ce candidat est élu par le Parlement européen à la majorité des membres qui le composent ». Mais pour l'élection de 2014, la procédure dite du Spitzenkandidat est mise en place qui prévoit que les candidats à la présidence de la Commission soient les têtes de liste des partis représentés au Parlement européen. Lors du Conseil européen informel du 23 février 2018, les dirigeants déclarent qu'ils ne se sentent pas liés par cette procédure et rappellent le texte du traité. Pour l'élection de 2019, plusieurs dirigeants dont notamment Emmanuel Macron refusent de soutenir la candidature de Manfred Weber, tête de liste du PPE, le plus important parti au Parlement européen. Après de longues tractations, les dirigeants s'accordent sur la candidature d'Ursula von der Leyen, ministre fédérale de la Défense du gouvernement allemand, membre de la CDU qui est avec la CSU la composante allemande du PPE,,.
Le Conseil désigne Josep Borrell Fontelles en tant que candidat pour la fonction de Haut représentant de l'Union pour les affaires étrangères et la politique de sécurité, sous réserve de l'accord de la présidente élue de la Commission,.
Le Conseil désigne Christine Lagarde comme candidate pour la fonction de présidente de la Banque centrale européenne, sous réserve des avis voulus conformément aux traités,.
Par ailleurs, le 3 juillet 2019, les députés du nouveau Parlement européen issu des élections du 26 mai 2019, élisent David Sassoli président du Parlement européen.

## Sources

#### Documents de l'UE
- « Processus de nomination des nouveaux dirigeants des institutions de l'UE en 2019 », sur Site du Conseil européen et du Conseil de l'UE (Consilium), 3 juillet 2019.
- « Réunion extraordinaire du Conseil européen (30 juin, 1er et 2 juillet 2019) – Conclusions », sur Site du Conseil européen et du Conseil de l'UE (Consilium), 2 juillet 2019.

#### Articles
- Cécile Ducourtieux et Jean-Pierre Stroobants, « Ursula von der Leyen et Christine Lagarde désignées aux plus hauts postes de l’UE », Le Monde,‎ 2 juillet 2019 (lire en ligne).
- Reuters / Michael Kappeler, « Postes clés de l'UE: les Vingt-Huit trouvent enfin un accord », RFI,‎ 2 juillet 2019 (lire en ligne).
- Laure Mandeville, « Conseil européen: Charles Michel, l’habitué des coalitions impossibles succède à Donald Tusk », Le Figaro,‎ 3 juillet 2019 (lire en ligne).
- « UE: Ursula von der Leyen proposée à la tête de la commission, Christine Lagarde à la BCE », Le Figaro,‎ 3 juillet 2019 (lire en ligne).

## Compléments